# 颱風古超 (2012年)
颱風古超（英語：Typhoon Guchol，聯合颱風警報中心：WP052012，國際編號：1204，菲律賓大氣地球物理和天文管理局：Butchoy）為2012年太平洋颱風季第四個被命名的風暴。「谷超」一名由密克羅尼西亞提供，在雅浦語中意為薑黃，是一種香料的名稱。

## 發展過程
2012年6月11日上午，聯合颱風警報中心把位於西太平洋上的熱帶擾動升格為熱帶性低氣壓。
6月12日下午3時，日本氣象廳將它升格為熱帶風暴，同時給予「谷超」一名。
6月14日上午，日本氣象廳升格為強烈熱帶風暴，同日菲律賓大氣地球物理和天文管理局命名為Butchoy，聯合颱風警報中心升格為一級颱風。同日晚上，聯合颱風警報中心升格為二級颱風。6月14日之前，由於受非自身因素影響，一直持續向西行，甚至有所偏南。6月14日下午起，此熱帶氣旋出現明顯轉向，改以西北甚至西北偏北移動，時速與之前相若。6月15日起，此熱帶氣旋開始形成風眼。並會重重地吹襲九州地區。
6月16日上午9時，日本氣象廳將它升格為颱風，聯合颱風警報中心升格為三級颱風，正午12時，香港天文台亦跟隨升格。下午4時，香港天文台將之升格為強颱風。下午10時，香港天文台更把古超升格為超強颱風，聯合颱風警報中心亦升格為四級超級颱風，最大風速130節。其中心爆發性增長；日本氣象廳一天之內將此風暴的強度由60節提升至100節，中央氣象台亦將其強度由颱風升格為超強颱風.
6月17日，此氣旋達到巔峰強度。下午2時，強度開始減弱，並繼續朝北北西方前進。
6月19日下午4時，在日本和歌山縣西牟婁郡周參見町登陸，橫越志摩半島進入伊勢灣。下午7時，在日本愛知縣西尾市再登陸。晚間橫越東日本後進入西太平洋，並減弱為熱帶低氣壓。
6月20日上午9時，轉化溫帶氣旋。

## 影響

### 菲律賓
當地最高熱帶氣旋警告信號：一號風暴信號

### 日本

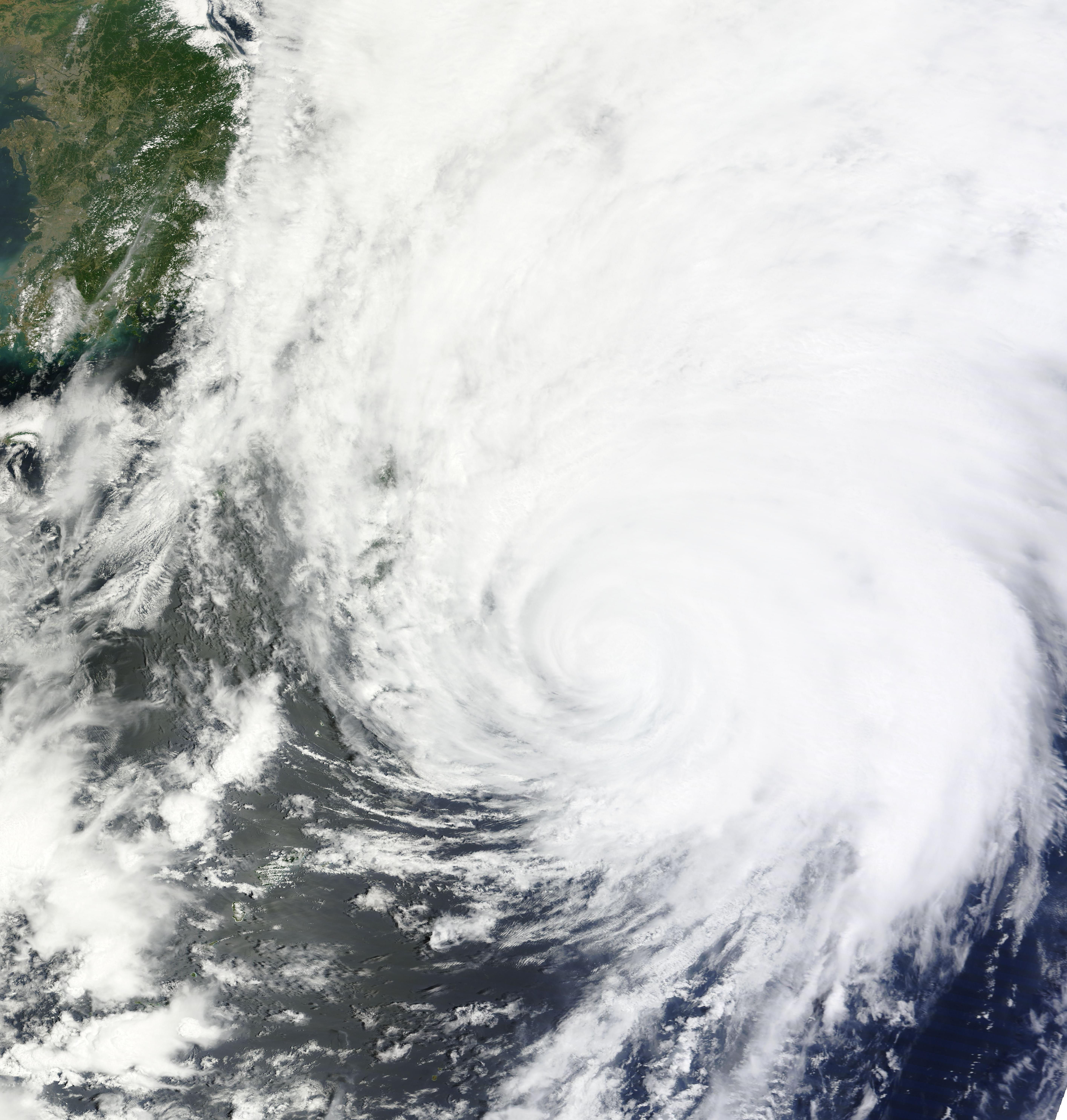
6月19日，接近登陸日本的古超

日本氣象局和國家媒體統計顯示，19日晚間和20日早間經過日本本州島的強颱風，已經導致15個縣內1人死亡52人受傷。
颱風引發的暴雨和強風迫使400多架次航班被取消，3.5萬名乘客受到影響。公路和鐵路運輸也受到嚴重影響，新幹線列車被迫延遲或取消，部分公路中斷。“古超”是今年第一個登陸日本的颱風，也是2004年颱風電母以來第一個在6月登陸日本的颱風。亦是日本有記錄以來第7早登陸的颱風。
| 排名 | 熱帶氣旋 | 名稱（英文） | 登陸時間（UTC+8）      | 登陸地點           |
| ---- | -------- | ------------ | ---------------------- | ------------------ |
| 1    | 黛瑪     | Thelma       | 1956年4月25日 6時30分  | 鹿兒島縣大隅半島   |
| 2    | 艾米     | Amy          | 1965年5月27日 11時     | 千葉縣房總半島     |
| 3    | 蓮花     | Linfa        | 2003年5月31日 5時30分  | 愛媛縣宇和島市附近 |
| 4    | 朱迪     | Judy         | 1953年6月7日 8時       | 熊本縣八代市附近   |
| 5    | 康森     | Conson       | 2004年6月11日15時      | 高知縣室戶市附近   |
| 6    | 羅斯     | Rose         | 1963年6月13日 21時     | 高知縣宿毛市附近   |
| 7    | 古超     | Guchol       | 2012年6月19日 16時     | 和歌山縣南部       |
| 8    | 奧蓓     | Opal         | 1997年6月20日 10時30分 | 愛知縣豐橋市附近   |
| 9    | 寶麗     | Polly        | 1978年6月20日 17時     | 長崎縣西彼杵半島   |
| 10   | 電母     | Dianmu       | 2004年6月21日 8時30分  | 高知縣室戶市附近   |

## 熱帶氣旋信號使用記錄

### 菲律賓
| 菲律賓大氣地球物理和天文管理局 風暴信號 | 菲律賓大氣地球物理和天文管理局 風暴信號 | 菲律賓大氣地球物理和天文管理局 風暴信號 |
| --------------------------------------- | --------------------------------------- | --------------------------------------- |
| 上一熱帶氣旋                            | 一號風暴信號                            | 下一熱帶氣旋                            |
| 熱帶風暴榕樹                            | 一號風暴信號                            | 熱帶風暴杜蘇芮                          |

## 外部連結
- （英文）聯合颱風警報中心首頁 （页面存档备份，存于）
- （繁體中文）中央氣象局首頁 （页面存档备份，存于）
- （日語）日本氣象廳首頁 （页面存档备份，存于）
- （繁體中文）香港天文台首頁 （页面存档备份，存于）
- （繁體中文）澳門地球物理暨氣象局首頁 （页面存档备份，存于）